# ویکتوریاویل
ویکتوریاویل (به فرانسوی: Victoriaville) شهرکی در منطقه شهری آرتاباسکا ناحیه سانتر-دو-کبک در استان کبک کانادا است. در سرشماری سال ۲۰۱۱ این شهرک ۴۰٬۸۵۳ نفر جمعیت داشته‌است و مساحت آن ۸۱٫۹۶ کیلومتر مربع است.